# K中間子
K中間子（ケーちゅうかんし、英: Kaon、ケーオン）は、1947年にジョージ・ロチェスターとクリフォード・バトラーにより宇宙線の中から発見された中間子の一つ。霧箱の中でV字の飛跡を残す「奇妙な粒子」として発見された。1964年には中性K中間子の崩壊過程でCP対称性の破れが初めて観測され、この業績でジェイムズ・クローニンとヴァル・フィッチは1980年のノーベル物理学賞を受賞した。

## 概要
K中間子は第一世代のクォークと第二世代のストレンジクォークからなる。種別はK−、K+、K0、{\displaystyle {\overline {K^{0}}}}の4種類がある。
K−はストレンジクォークと反アップクォーク、K+は反ストレンジクォークとアップクォークからなる。
またK0は反ストレンジクォークとダウンクォーク、{\displaystyle {\overline {K^{0}}}}はストレンジクォークと反ダウンクォークからなる。K−とK+は粒子・反粒子の関係となっている。K0と{\displaystyle {\overline {K^{0}}}}の関係も同様。
荷電K中間子（K−、K+）の質量は約494 MeV/c2、寿命が1.2 × 10−8 秒である。中性K中間子（K0、{\displaystyle {\overline {K^{0}}}}）の質量は約498 MeV/c2、寿命が5.2 × 10−8 秒の長寿命のものと、9.0 × 10−11 秒の短寿命のものがある。
K+とK-の寿命は0.1%の精度で一致しており、CPT対称性が良く成立していることを示している。
K+の崩壊パターンと分岐比は次のようになっている:
1. {\displaystyle \mu ^{+}\nu _{\mu }} (約63.6%);
2. {\displaystyle \pi ^{+}\pi ^{0}} (約20.7%);
3. {\displaystyle \pi ^{+}\pi ^{+}\pi ^{-}} (約5.6%);
4. {\displaystyle \pi ^{0}e^{+}\nu _{e}} (約5.0%);
5. {\displaystyle \pi ^{+}\pi ^{0}\pi ^{0}} (約1.8%)